# Deadmau5
Deadmau5 (uit te spreken als dead mouse, Engels voor "dode muis"), artiestennaam van Joel Thomas Zimmerman (Niagara Falls, 5 januari 1981), is een Canadese producer en maker van onder andere progressive house, electrohouse, trance en dubstep.
Deadmau5 staat bekend om het dragen van een helmachtig masker in de vorm van een cartooneske muizenkop tijdens zijn optredens. Het design hiervoor heeft hij ontworpen terwijl hij 3D-programma's leerde gebruiken. De muizenkop gebruikt hij ook als beeldmerk.
In juli 2005 bracht hij zijn debuutalbum Get Scraped uit. In november 2006 verscheen zijn tweede album Vexillology. Beide albums werden in gelimiteerde oplage uitgebracht op cd en verschenen daarnaast op download- en streamingplatforms.
Deadmau5 werd pas echt beroemd toen zijn nummer Arguru in 2007 op Tiësto's remixalbum In Search of Sunrise 6, Ibiza verscheen. In november 2008 volgde het album Random Album Title. Hierop staan onder andere de hitsingles Faxing Berlin en I Remember; de laatste is een samenwerking met dj en producer Kaskade en zangeres Haley Gibby. Zijn vierde album For Lack of a Better Name verscheen in oktober 2009. Hoewel dit album werd gepresenteerd als een compilatiealbum, bevat het uitsluitend eigen, nooit eerder op een studioalbum verschenen producties. Het is echter wat experimenteler dan Random Album Title. Het vijfde album 4x4=12 werd uitgebracht in december 2010. Het zesde album > Album Title Goes Here < verscheen eind september 2012. Een dubbelalbum, while(1<2), werd eind juni 2014 wereldwijd uitgebracht. Het album W:/2016ALBUM/ (de titel is de digitale opslaglocatie waar het album door deadmau5 was opgeslagen) kwam uit op download- en streamingplatforms in december 2016. Gelimiteerde edities van het album verschenen in 2017 op cd en lp.

## Naam
Volgens de vader van Zimmerman kwam de naam deadmau5 tot stand na een incident waarbij Zimmerman met zijn vrienden aan het chatten was toen zijn computer abrupt afsloot en naar iets als doorgebrande kabels begon te ruiken. Toen Zimmerman ging kijken wat er mis was, vond hij een dode muis in de behuizing. Hierover sprak hij later in een chatroom met mensen, waarna deze mensen hem steeds vaker associeerden met het verhaal. Uiteindelijk ging Zimmerman zichzelf deadmau5 noemen, als inkorting van dead mouse ("dode muis").
De 5 uit deadmau5 (die gebruikt wordt in plaats van een s) is Leet. Verder is "Maus" het Duitse woord voor "muis".
Voordat Zimmerman bekend werd als deadmau5 produceerde hij muziek onder de naam Halcyon441.

## Trivia
- In 2010 werd Zimmermans hitsingle Brazil (2nd Edit) door Alexis Jordan gebruikt als instrumentaal segment van haar eigen single Happiness. In hetzelfde jaar gebruikte Kylie Minogue het nummer Brazil (2nd Edit) als basis voor haar eigen nummer Change Your Mind.
- In het spel Minecraft kreeg deadmau5 een eigen skin tot zijn beschikking.[6]

## Discografie

### Albums
| Album met eventuele hitnotering(en) in de Nederlandse Album Top 100 | Datum van verschijnen | Datum van binnenkomst | Hoogste positie | Aantal weken | Opmerkingen                                                         |
| ------------------------------------------------------------------- | --------------------- | --------------------- | --------------- | ------------ | ------------------------------------------------------------------- |
| Get Scraped                                                         | 26-07-2005            | -                     |                 |              |                                                                     |
| Vexillology                                                         | 06-11-2006            | -                     |                 |              |                                                                     |
| At Play                                                             | 2008                  | -                     |                 |              | verzamelalbum                                                       |
| Random Album Title                                                  | 04-11-2008            | -                     |                 |              |                                                                     |
| At Play Vol. 2                                                      | 2009                  | -                     |                 |              | verzamelalbum                                                       |
| For Lack of a Better Name                                           | 05-10-2009            | -                     |                 |              |                                                                     |
| At Play Vol. 3                                                      | 11-06-2010            | -                     |                 |              | verzamelalbum                                                       |
| 4x4=12                                                              | 07-12-2010            | 11-12-2010            | 82              | 5            |                                                                     |
| The Remixes                                                         | 28-10-2011            | -                     |                 |              | verzamelalbum                                                       |
| The Remixes: Unmixed for DJs                                        | 2011                  | -                     |                 |              | verzamelalbum                                                       |
| > Album Title Goes Here <                                           | 25-09-2012            | 29-09-2012            | 16              | 4            |                                                                     |
| At Play Vol. 4                                                      | 05-11-2012            | -                     |                 |              | verzamelalbum                                                       |
| At Play in the USA Vol. 1                                           | 30-04-2013            | -                     |                 |              | verzamelalbum                                                       |
| While(1<2)                                                          | 24-06-2014            | 21-06-2014            | 36              | 2            |                                                                     |
| 5 Years of Mau5                                                     | 24-11-2014            | -                     |                 |              | verzamelalbum                                                       |
| At Play Vol. 5                                                      | 22-01-2015            | -                     |                 |              | verzamelalbum                                                       |
| W:/2016ALBUM/                                                       | 02-12-2016            | -                     |                 |              |                                                                     |
| Where's the Drop?                                                   | 2018                  | -                     |                 |              | met Gregory Reveret & CMG Music Recording Orchestra / verzamelalbum |

| Album met hitnotering(en) in de Vlaamse Ultratop 200 albums | Datum van verschijnen | Datum van binnenkomst | Hoogste positie | Aantal weken | Opmerkingen   |
| ----------------------------------------------------------- | --------------------- | --------------------- | --------------- | ------------ | ------------- |
| 4x4=12                                                      | 2010                  | 18-12-2010            | 69              | 14           |               |
| > Album Title Goes Here <                                   | 2012                  | 29-09-2012            | 22              | 11           |               |
| While(1<2)                                                  | 2014                  | 28-06-2014            | 36              | 13           |               |
| 5 Years of Mau5                                             | 2014                  | 06-12-2014            | 97              | 1            | verzamelalbum |
| W:/2016ALBUM/                                               | 2016                  | 10-12-2016            | 133             | 2            |               |

### Singles
| Single met eventuele hitnotering(en) in de Nederlandse Top 40 | Datum van verschijnen | Datum van binnenkomst | Hoogste positie | Aantal weken | Opmerkingen                                   |
| ------------------------------------------------------------- | --------------------- | --------------------- | --------------- | ------------ | --------------------------------------------- |
| I Remember                                                    | 08-06-2009            | 19-09-2009            | 14              | 9            | met Kaskade / nr. 23 in de Single Top 100     |
| Brazil (2nd Edit)                                             | 2011                  | -                     |                 |              | nr. 73 in de Single Top 100                   |
| The Veldt                                                     | 30-04-2012            | -                     |                 |              | met Chris James / nr. 63 in de Single Top 100 |

| Single met hitnotering(en) in de Vlaamse Ultratop 50 | Datum van verschijnen | Datum van binnenkomst | Hoogste positie | Aantal weken | Opmerkingen            |
| ---------------------------------------------------- | --------------------- | --------------------- | --------------- | ------------ | ---------------------- |
| The Veldt                                            | 2012                  | 26-05-2012            | tip35           | -            | met Chris James        |
| Professional Griefers                                | 2012                  | 29-09-2012            | tip74           | -            | met Gerard Way         |
| Seeya                                                | 2014                  | 19-07-2014            | tip90           | -            | met Colleen D'Agostino |
| Let Go                                               | 2016                  | 10-12-2016            | tip             | -            | met Grabbitz           |
| Pomegranate                                          | 2020                  | 30-05-2020            | tip             | -            | met The Neptunes       |

### Dvd's
| Dvd's met hitnoteringen in de Nederlandse Music Top 30 | Datum van verschijnen | Datum van binnenkomst | Hoogste positie | Aantal weken | Opmerkingen |
| ------------------------------------------------------ | --------------------- | --------------------- | --------------- | ------------ | ----------- |
| Meowingtons Hax 2k11 Toronto                           | 2012                  | 25-02-2012            | 20              | 3            |             |